# Sarajevos filmfestival
Sarajevos filmfestival är en bosnisk filmfestival. Den startades i huvudstaden Sarajevo 1995, då staden fortfarande befann sig under belägring och den hålls i augusti varje år och samlar både internationella och lokala celebriteter. Festivalen består av ett varierande utbud av både lång- och kortfilm. Sedan 2022 är Jovan Marjanovic festivalgeneral.
Filmfestivalen är den största av sitt slag i sydöstra Europa.

## Historia
Den första upplagan av festivalen hölls 25 oktober till 5 november 1995. Vid detta tillfälle stod Sarajevo fortfarande under belägring, men överraskande nog dök 15 000 människor upp för att se 37 filmer från 15 olika länder. Då den lokala valutan var oanvändbar bad organisatörerna att besökarna skulle betala med en cigarett i utbyte mot en biljett.
Festivalen växte i en anmärkningsvärd takt och lockade tiotusentals människor varje år, inklusive utländska kändisar som musikern Bono och den amerikanske skådespelaren Willem Dafoe. År 2001 utsåg det Europeiska filmförbundet Sarajevos filmfestival till en av de 11 festivaler som kunde nominera en film till priset "Europe's Best Short Film". 2002 vann den bosniske regissören Ahmed Imamovićs kortfilm 10 minuta detta pris, efter att ha nominerats av Sarajevos filmfestival. 2001 års vinnare av bästa film vid Sarajevos filmfestival blev Ingenmansland av Danis Tanović, som sedan också vann en amerikansk Oscar för bästa icke-engelskspråkiga film. 2004 döptes festivalens pris för bästa film till "The Heart of Sarajevo".
År 2014 hade Sarajevos filmfestival växt till att välkomna 100 000 besökare till 250 filmer från 68 olika länder.
År 2025 fick festivalen officiellt status som Oscarskvalificerande festival. Det innebär att vinnarna av Heart of Sarajevo i kategorierna för kortfilm och dokumentärfilm automatiskt ges möjlighet att nomineras till en Oscar i motsvarande kategorier.